# Aplysinellidae
Aplysinellidae é uma família de esponjas marinhas da ordem Verongida.

## Gêneros
- Aplysinella Bergquist, 1980
- Porphyria Bergquist, 1995
- Suberea Bergquist, 1995